# 알리 카시프
알리 카시프 후마드 카세이프 후사니(1987년 6월 9일 ~ , 아랍어: علي خصيف)는 아랍에미리트의 축구 선수이며 포지션은 골키퍼이다. 현재는 알자지라 소속으로 뛰고 있다.